# Sahartara
Sahartara (en népalais : शहरतारा) est un comité de développement villageois du Népal situé dans le district de Dolpa. Au recensement de 2011, il comptait 1 976 habitants.